# 明日への伝言板
明日への伝言板（あすへのでんごんばん）は、北九州市人権推進センターが制作し、福岡県のラジオ放送局・cross fmが放送している5分間のラジオ番組。

## 概要
市民や子どもたちから寄せられた手紙、詩、作文などにより、人権にまつわる様々な話題を紹介し、人権の大切さを考える番組である。また、人権教育の為の教材としても利用されており、人権推進センター内の人権文化推進課ではCD教材の貸し出しも行っている（2004年度まではカセットテープによる貸し出しを行っていた）。
番組の放送開始は1990年10月、当初はRKB・KBCのAMラジオ2局だけだったが、1996年10月よりcross fmでも放送された。
2013年度放送からcross fmのみの放送となり、月曜日から木曜日までの放送となった。また、パーソナリティも地元にゆかりのあるタレントやアナウンサーに代わった。
2013年度以降の放送後のシナリオは特設サイトからも視聴できる。
2016年度から再び月曜から金曜までの放送に戻った。

## パーソナリティ
| 年度       | 月                                     | 火                                     | 水                                     | 木                                     | 金                                     | 備考                                                             |
| ---------- | -------------------------------------- | -------------------------------------- | -------------------------------------- | -------------------------------------- | -------------------------------------- | ---------------------------------------------------------------- |
| 2007       | 市原悦子                               | 江守徹                                 | 宮崎美子                               | 常田富士男                             | 竹下景子                               | 1990年10月の放送開始から曜日を入れ替えながらも同じ顔ぶれだった。 |
| 2008       | 竹下景子                               | 江守徹                                 | 紺野美沙子                             | 乙武洋匡                               | 宮崎美子                               |                                                                  |
| 2009       | 東ちづる                               | 小倉久寛                               | 檀ふみ                                 | 長門裕之                               | 三田寛子                               | 出演者を一新。長門は後に死去。                                   |
| 2010       | 檀ふみ                                 | 小倉久寛                               | 新山千春                               | 津川雅彦                               | 渡辺えり                               | 津川が兄・長門の後を受けて担当。                                 |
| 2011       | 檀ふみ                                 | 八嶋智人                               | 菊川怜                                 | 武田鉄矢                               | 新山千春                               |                                                                  |
| 2012       | 檀ふみ                                 | 武田鉄矢                               | 菊川怜                                 | 中村雅俊                               | 新山千春                               |                                                                  |
| 2013- 2015 | 二宮正博・鶴田弥生                     | 二宮正博・鶴田弥生                     | 二宮正博・鶴田弥生                     | 二宮正博・鶴田弥生                     | -                                      |                                                                  |
| 2016       | 児玉育則・鶴田弥生                     | 児玉育則・鶴田弥生                     | 児玉育則・鶴田弥生                     | 児玉育則・鶴田弥生                     | 児玉育則・鶴田弥生                     |                                                                  |
| 2017       | 鶴田弥生・仲谷一志                     | 鶴田弥生・仲谷一志                     | 鶴田弥生・仲谷一志                     | 鶴田弥生・仲谷一志                     | 鶴田弥生・仲谷一志                     |                                                                  |
| 2018       | 鶴田弥生・中島浩二                     | 鶴田弥生・中島浩二                     | 鶴田弥生・中島浩二                     | 鶴田弥生・中島浩二                     | 鶴田弥生・中島浩二                     |                                                                  |
| 2019       | 大塚ムネト（ギンギラ太陽'S）・鶴田弥生 | 大塚ムネト（ギンギラ太陽'S）・鶴田弥生 | 大塚ムネト（ギンギラ太陽'S）・鶴田弥生 | 大塚ムネト（ギンギラ太陽'S）・鶴田弥生 | 大塚ムネト（ギンギラ太陽'S）・鶴田弥生 |                                                                  |
| 2020       | 芋洗坂係長・鶴田弥生                   | 芋洗坂係長・鶴田弥生                   | 芋洗坂係長・鶴田弥生                   | 芋洗坂係長・鶴田弥生                   | 芋洗坂係長・鶴田弥生                   |                                                                  |
| 2021       | 宮本隆治・鶴田弥生                     | 宮本隆治・鶴田弥生                     | 宮本隆治・鶴田弥生                     | 宮本隆治・鶴田弥生                     | 宮本隆治・鶴田弥生                     |                                                                  |
| 2022       | 鶴田弥生・ジェフ太郎                   | 鶴田弥生・ジェフ太郎                   | 鶴田弥生・ジェフ太郎                   | 鶴田弥生・ジェフ太郎                   | 鶴田弥生・ジェフ太郎                   |                                                                  |
| 2023       | 鶴田弥生・ハル                         | 鶴田弥生・ハル                         | 鶴田弥生・ハル                         | 鶴田弥生・ハル                         | 鶴田弥生・ハル                         |                                                                  |
| 2024       | 鶴田弥生・冨永裕輔                     | 鶴田弥生・冨永裕輔                     | 鶴田弥生・冨永裕輔                     | 鶴田弥生・冨永裕輔                     | 鶴田弥生・冨永裕輔                     |                                                                  |

## 放送期間
- 2000年度：2000年10月9日 - 2001年3月30日
- 2001年度：2001年10月8日 - 2002年3月29日
- 2002年度：2002年10月7日 - 2003年3月28日
- 2003年度：2003年10月6日 - 2004年3月26日
- 2004年度：2004年10月4日 - 2005年3月25日
- 2005年度：2005年10月3日 - 2006年3月24日
- 2006年度：2006年10月2日 - 2007年3月23日
- 2007年度：2007年10月1日 - 2008年3月21日
- 2008年度：2008年10月6日 - 2009年3月27日
- 2009年度：2009年10月5日 - 2010年3月26日
- 2011年度：2011年10月3日 - 2012年3月23日
- 2012年度：2012年10月1日 - 2013年3月22日
- 2013年度：2013年10月9日 - 2013年11月28日
- 2020年度：2020年11月2日 - 2020年11月27日
- 2021年度：2021年11月1日 - 2021年11月26日
- 2022年度：2022年11月1日 - 2022年11月30日
- 2023年度：2023年11月1日 - 2023年11月30日
- 2024年度：2024年11月1日 - 2024年11月29日

## 放送時間

### RKB・KBC
長年18:00～18:05に固定されていた。（サイマル放送）
2012年度で放送終了。

### cross fm
（2024年度）
- 本放送：毎週月曜～金曜 17:53 - 17:58（11月1日から11月29日）
- 再放送：毎週土曜・日曜 15:51 - 15:56（11月30日から202年2月2日）

1996年度より放送されている。cross fmでの放送が始められたのは本社が北九州市であるためで、同じ福岡県をサービスエリアとしているエフエム福岡、Love FMでは放送されていない。但しLOVE FMでは2007年12月4日〜7日、10日の18:50〜18:55、「The Request Show」内で人権週間に合わせて1週間分のみ放送した。
2013年度からcross fmのみの放送となった。
- 1996年度～1999年度 - 20:45～20:50（1999年度は「BRAVO CALLIN'」「RADIO SONIC」内の1コーナーとして放送された）
- 2000年度～2002年度 - 6:55～7:00
  - この番組では冒頭にパーソナリティが「お元気ですか？○○○○です。」と言って挨拶するが、2000年度の「明日への伝言板」ではcross fmのみ、冒頭の部分が「おはようございます、○○○○です。」に差し替えられていた。2001年度、2002年度では差し替えられることはなかった。またこの番組はワイド番組「MORNING PEACE」（2000年度）「CROSS RISING LIVE 600」（2001-2002年度）の1コーナーという形だったが、ナビゲーターが6:55で番組を閉めていたため事実上独立した番組のようになっていた）
- 2003年度 - 17:55～18:00（ワイド番組「CROSS AFTERNOON SHOW RADIO GOO」の1コーナーという形だったが、ナビゲーターが17:55で番組を閉めていたため事実上独立した番組のようになっていた）
- 2004年度～ - 18:55～19:00（ワイド番組「CATEGORY T.T.」「T.T. PREMIUM」内の1コーナーという形だったが、ナビゲーターのTOGGYが18:55で番組を閉めていたため事実上独立した番組のようになっていた。今は「TOGGY'S T.T.」の1コーナーとして放送されている）
- 2020年度 - 本放送：毎週月曜～金曜 19:54～19:59（11月2日から11月27日）、再放送：毎週土曜 14:51 - 14:56 , 毎週日曜 15:51 - 15:56（11月28日から2021年1月31日）
- 2021年度 - 本放送：毎週月曜～金曜 17:53～17:58（11月1日から11月26日）、再放送：毎週土曜・日曜 15:51～15:56（11月27日から2022年1月30日）
- 2022年度 - 本放送：毎週月曜～金曜 17:53～17:58（11月1日から11月30日）、再放送：毎週土曜・日曜 15:51～15:56（12月3日から2023年2月5日）
- 2023年度 - 本放送：毎週月曜～金曜 17:53～17:58（11月1日から11月30日）、再放送：毎週土曜・日曜 15:51～15:56（12月2日から2024年2月4日）

## その他
- 番組のテーマチューンはオリジナル曲であり、作曲は小林亜星が手掛けている。
- 毎年10月頃には北九州市役所及び各区役所にこの番組の放送予定一覧と1話分だけ放送内容を記載したパンフレットが設置されている。
- 番組で紹介される人権作文や詩は人権推進センターが毎年夏期（7-8月頃）に募集を行い、その中から最優秀賞、優秀賞、佳作を選考、入選した作品を中心に紹介している。
- CROSS FMとFM福岡では福岡市人権啓発センターが製作している「こころのオルゴール」を放送している。またKBCラジオでは毎年5月～7月に「中西和久ひと日記」、RKBラジオでは7月～9月に「ウィラブヒューマン」を放送している。両番組とも福岡県人権啓発情報センターの制作である。